# Ray Lewis
Raymond Anthony Lewis, Jr. se je rodil 15. maja 1975 in je upokojen igralec Ameriškega nogometa. Je zvezda National Football Legue - NFLa. Svojo kariero je pričel leta 1996 v ekipi Baltimore Ravens, v kateri je preživel 17 sezon. Od ekipe se je poslovil in upokojil leta 2013.
Bil je nepogrešljivi člen obrambe Baltimore Ravensa. Za svoje dosežke je leta 2000 in 2003 prejel nagrado za najboljšega igralca obrambe - NFL Defensive Player of the Year. Njegov največji dosežek pa je uvrstitev in zmaga na SuperBowlu leta 2000 in 2013.

## Zgodnje življenje
Rey se je rodil v Bartowu na Floridi. Je starejši brat nekdanjega najboljšega tekača Keon Lattimore na univerzi v Marylandu. Že v srednji šoli je bil zvezda ameriškega nogometa - obrambe in rokoborbe. Otroštvo je preživljal brez očeta, saj je bil zaradi službe večinoma odsoten. 